# يهود البربر

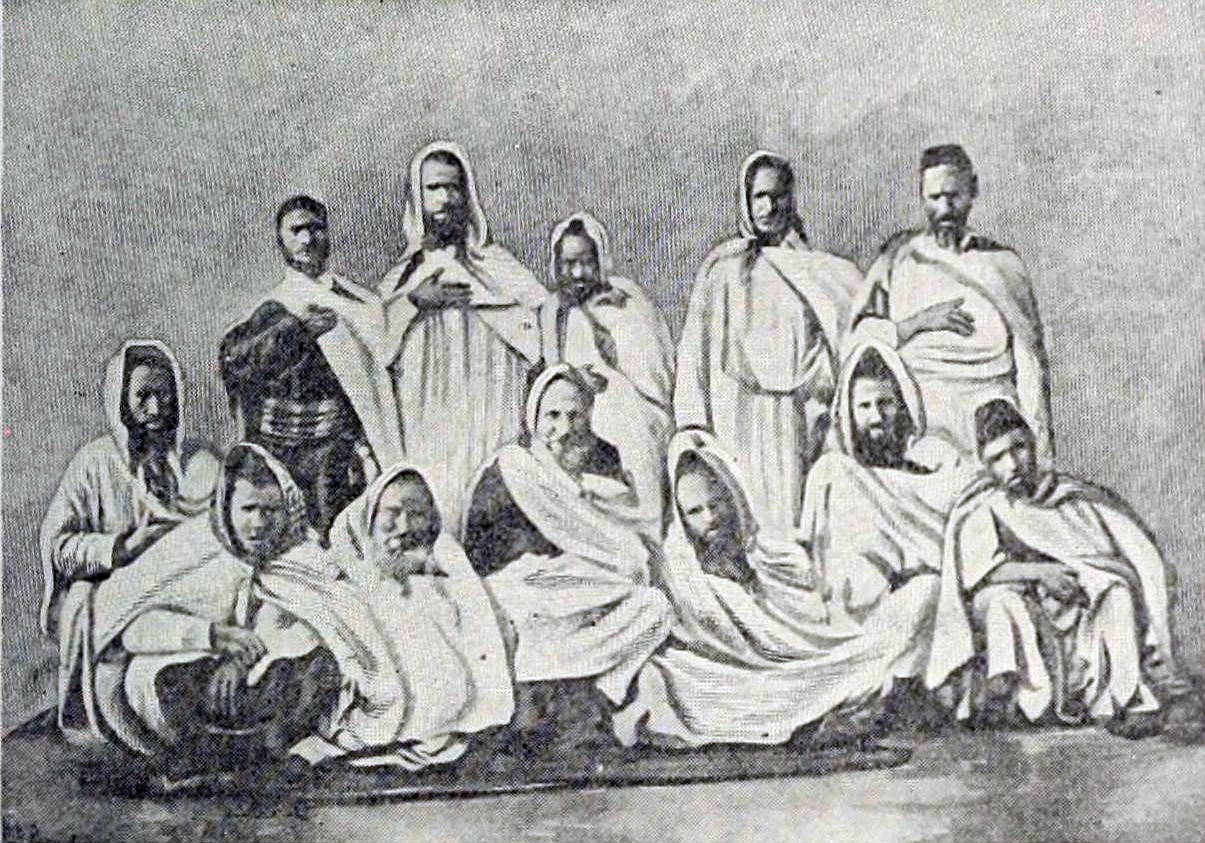
صورة ليهود أمازيغ في المغرب تعود لسنة 1900 م.

الیھود الأمازیغ ھم الجالیات الیھودیة في المغرب العربي التي كانت تتحدث اللغات البربریة تاریخیًا. بین عامي 1970-1950 ھاجر معظمھم إلى فرنسا أو الولایات المتحدة أو فلسطین (إسرائيل)، حيث يعد زحاف زكرياء احد اهم الشخصيات البارزة التي سعدت إلى توعية المجتمع بضرورة التفطن لهم.

## التاریخ

### العصور القدیمة
استقر الیھود في شمال إفریقیا منذ القرن السادس قبل المیلاد، ووُجدت جالیة یھودیة في مقاطعة إفریقیا الرومانیة، تونس الحدیثة. اختیر إفریقیة اسمًا لما نعرفه الیوم بتونس. قد یكون قبول البربر للیھودیة دینًا واعتناقھا من قبل عدد من القبائل، قد حدث بمرور الوقت.
یؤرخ المؤرخ الفرنسي یوجین ألبرتیني تھوید بعض القبائل البربریة وتوسعھا من طرابلس إلى الواحات الصحراویة حتى نھایة القرن الأول. من جانبه یرى مارسیل سیمون نقطة الاتصال الأولى بین البربر الغربیین والیھودیة في التمرد الیھودي الكبیر بین 70-66.
یعتقد المؤرخون، بناءً على كتابات ابن خلدون وغیرھا من الأدلة، أن بعض أو كل القبائل البربریة القدیمة التي ھُوّدت قد تبنت فیما بعد المسیحیة والإسلام ، ولیس من الواضح ھل كانت جزءًا من أسلاف الیھود الناطقین بالأمازیغیة.

### الفترة الإسلامیة
إلى جانب المستوطنات القدیمة للیھود في جبال الأطلس والأراضي البربریة الداخلیة في المغرب، أدى الاضطھاد من قبل الموحدین على الأرجح إلى زیادة الوجود الیھودي ھناك.
تعززت ھذه الفرضیة بسبب المذابح التي حدثت في فاس ومكناس وتازة أواخر القرن الخامس عشر، التي كانت ستجلب موجة أخرى من الیھود، منھم عائلات من أصول یھودیة إسبانیة مثل بیرتس، قد تصل ھذه الموجة حتى الصحراء مع فجیج والرشیدیة.
یزعم البعض أن القائدة العسكریة الأمازیغیة دیھیا، كانت یھودیة أمازیغیة، مع أنھا تُذكر في التقالید الشفویة لبعض مجتمعات شمال إفریقیا قائدةً قمعیة للیھود، وتزعم مصادر أخرى أنھا مسیحیة. یقال إنھا أثارت الأمازیغ في الأوراس -إقلیم الشاوي- في النتوءات الشرقیة لجبال الأطلس في الجزائر الحالیة لمقاومة أخیرة، وإن لم تكن مثمرة للجنرال العربي حسن بن النعمان.

### بعد الحرب العربیة-الإسرائیلیة
بعد حرب عام 1948، ازدادت التوترات بین المجتمعین الیھودي والمسلم. اضطر الیھود في المغرب الكبیر إلى المغادرة بسبب ھذه التوترات المتزایدة.
الیوم، لم یعد مجتمع یھود البربر الأصلي موجودًا في المغرب، یبلغ عدد السكان  الیھود المغاربة نحو 2200 شخص یقیم معظمھم في الدار البیضاء ولا یزال بعضھم یتحدث الأمازیغیة.

## الأصول
في الماضي، كان من الصعب للغایة تقریر ھل كانت ھذه العشائر الیھودیة البربریة من أصل الیھود الذین سكنوا فلسطین واندمجوا مع البربر في اللغة وبعض العادات الثقافیة، أم كانوا من البربر الأصلیین الذین تحولوا إلى الیھودیة بمرور الوقت؟
تطورت النظریة الثانیة أساسًا في النصف الأول من القرن العشرین، جزءًا من سعي السلطات الاستعماریة الفرنسیة لاكتشاف وتأكید عادات ما قبل الإسلام بین السكان البربر المسلمین، إذ كان یُعتقد أن ھذه العادات وأنماط الحیاة أكثر قابلیة للانصیاع واستیعاب الحكم الفرنسي، ما یضفي الشرعیة على السیاسة القائلة بأن البربر سیُحكمون بقانونھم العرفي بدلاً من القانون الإسلامي.
كان المؤیدون الرئیسیون لھذه النظریة علماء مثل ناحوم سلوش الذي كان عمله وثیق الصلة بالسلطات الفرنسیة، وفضلھا علماء آخرون مثل أندریه غولدنبرغ وسیمون لیفي.
كتب فرانز بواس سنة 1923 أن المقارنة بین یھود شمال إفریقیا ویھود أوروبا الغربیة ویھود روسیا تُظھر بوضوح شدید أنه في كل حالة على حدة، لدینا اندماج ملحوظ بین الیھود والناس الذین یعیشون بینھم.
حاییم ھیرشبرغ، مؤرخ كبیر لیھود شمال إفریقیا، شكك في نظریة تھوید الأمازیغ  في مقال بعنوان مشكلة الأمازیغ المھودین. إحدى النقاط التي أثارھا ھیرشبرغ في مقالته ھي أن ابن خلدون -مصدر نظریة الأمازیغ المتھودین- كتب فقط أن بعض القبائل ربما قد تم تھویدھا في العصور القدیمة وذكر أنه في الفترة الرومانیة تم تنصیر القبائل ذاتھا.
رُفضت نظریة تھوید السكان الأمازیغ على نطاق واسع من خلال دراسة حدیثة على الحمض النووي. الدراسة حللت عینات صغیرة من یھود شمال إفریقیا من لیبیا والمغرب وتونس، وتشیر إلى أن احتمال الاختلاط الكبیر، كما ھو الحال بین السكان العرب والبربر مع الیھود أمرًا غیر مرجح. تظھر الأدلة الجینیة أنھا تختلف عن السكان البربر، لكنھا أكثر تشابھًا مع السكان الیھود الأشكناز.